# Hoffmannia triosteoides
Hoffmannia triosteoides är en måreväxtart som beskrevs av Paul Carpenter Standley. Hoffmannia triosteoides ingår i släktet Hoffmannia och familjen måreväxter.

## Underarter
Arten delas in i följande underarter:
- H. t. costensis
- H. t. triosteoides